# 天羽柚月
天羽 柚月（あまは ゆずき、1981年〈昭和56年〉10月2日 - 、本名・濵田朝美）は宮崎県宮崎市出身の歌手である。言語障害と肢体不自由を患っている。

## 書籍
- 『日本一ヘタな歌手』 光文社、2009年9月、ISBN 978-4334975890